# Károly Beregfy

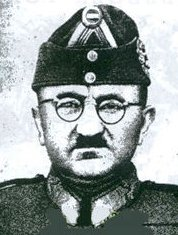
Károly Beregfy

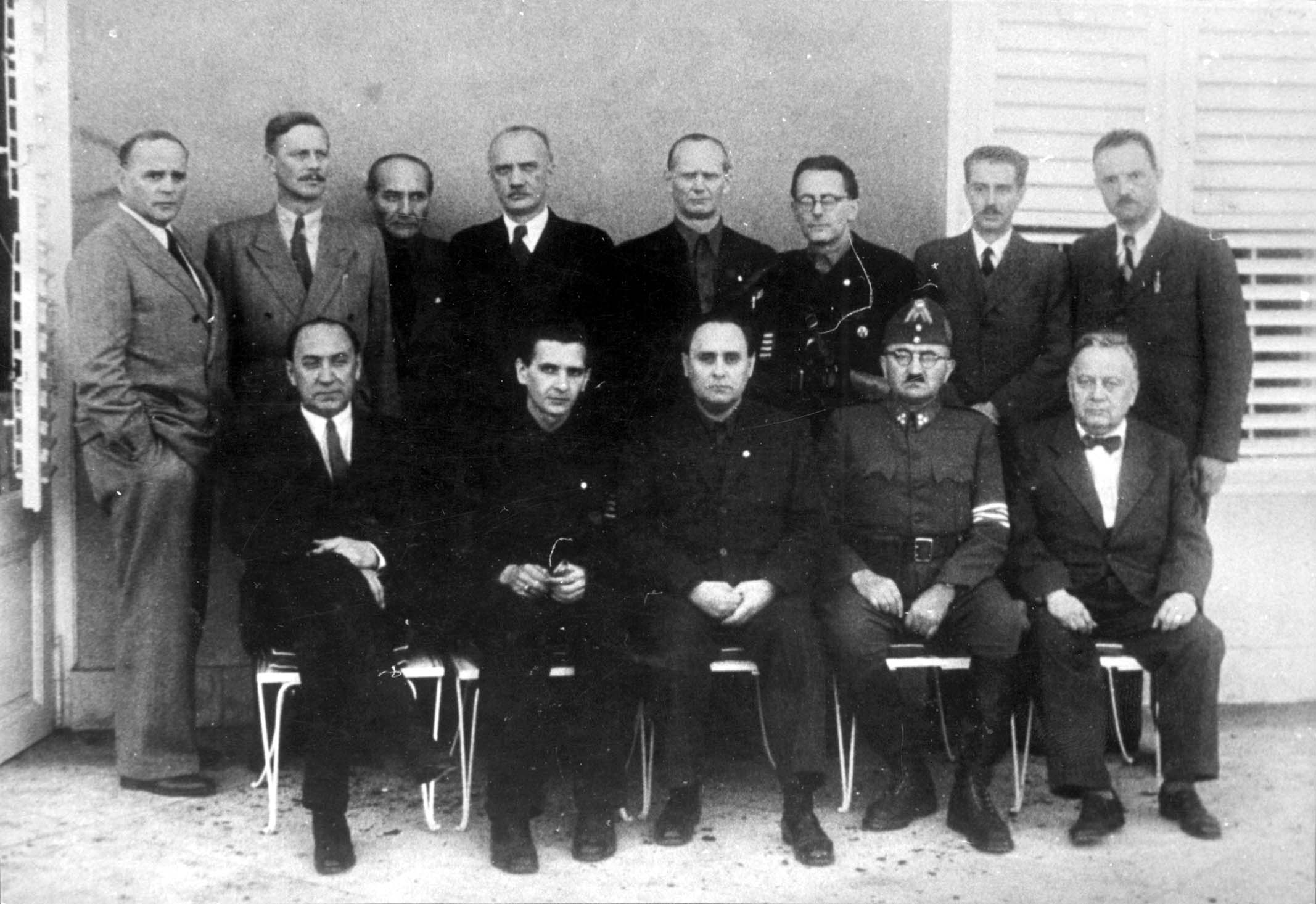
Beregfy im Kabinett Szálasi (sitzend der zweite von rechts)

Károly Beregfy (Beregffy) (geboren 12. Februar 1888 in Cservenka, Österreich-Ungarn; gestorben 12. März 1946 in Budapest, hingerichtet) war ein ungarischer Generaloberst und faschistischer Politiker. Von 1944 bis 1945 war er Verteidigungsminister des Szálasi-Regimes.

## Biografie
Beregfy, von donauschwäbischer Abstammung, trat in die Armee Österreich-Ungarns ein und wurde 1912 zum Leutnant befördert. Nach Verwendungen als Offizier im Ersten Weltkrieg erfolgte 1919 seine Beförderung zum Hauptmann.
In der Zwischenkriegszeit wurde er während der Herrschaft von Reichsverweser Miklós Horthy später als Offizier reaktiviert und war im Range eines Brigadegenerals vom 1. Oktober 1939 bis zum 1. November 1941 Inspekteur der Grenztruppen.
Während des Zweiten Weltkrieges war er als Generalleutnant vom 12. Juni 1943 bis zum 15. Mai 1944 Oberbefehlshaber der 3. Armee und danach der 1. Armee. In dieser Position wurde er Anfang August 1944 von General Béla Miklós abgelöst.

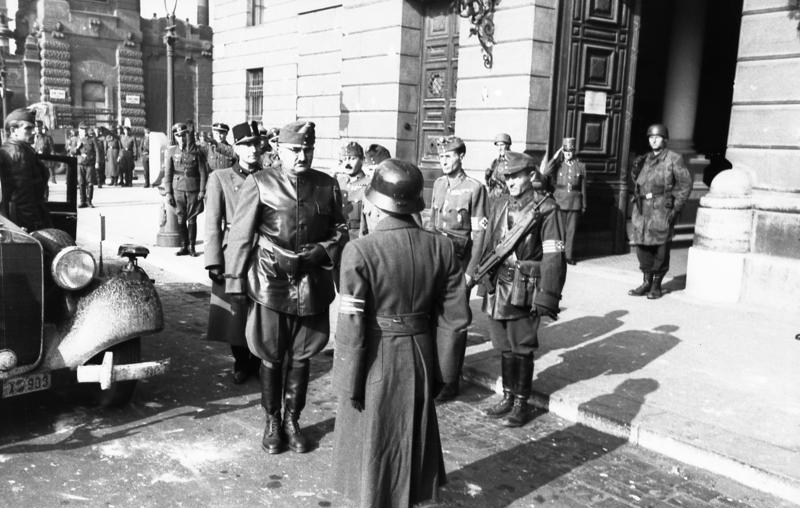
Beregfy bei seinem Eintreffen auf der Budapester Burg während des Putsches im Oktober 1944

Als Mitglied der Pfeilkreuzler wurde Beregfy am 16. Oktober 1944 nach der Machtübernahme dieser Partei im Rang eines Generalobersts Chef des Generalstabes sowie Verteidigungsminister in der Regierung von Ministerpräsident Ferenc Szálasi. Als Verteidigungsminister zwang er bereits in seiner Verordnung vom 21. Oktober fortan auch Jüdinnen von 16 bis 40 Jahren zum Arbeitseinsatz an den Befestigungsanlagen des Südostwalls. Verordnet wurde auch, Ausrüstung, Rucksack und Lebensmittelvorrat für drei Tage mitzunehmen.
Am 4. November 1944 wurde er nach der erzwungenen Abdankung von Miklós Horthy neben Sándor Csia und Ferenc Rajniss auch Mitglied des Regentschaftsrates unter dem Vorsitz von Szálasi und behielt dieses Amt bis zum 28. März 1945.
Während der Schlacht um Budapest vom 25. Dezember 1944 bis zum 13. Februar 1945 war er auch Oberkommandierender der ungarischen Armee. Am 7. Januar 1945 bot er Generaloberst Heinz Guderian, dem damaligen Chef des Generalstabes des Heeres, die Teilnahme seiner Armeeverbände, der 1. Husarendivision, der 2. Panzerdivision sowie der 23. Reservedivision, für die militärischen Operationen der Wehrmacht, dem bis zum 4. April 1945 andauernden Kampf um Ungarn, an. Allerdings waren diese Verbände zu aufgebraucht für weitere Kampfeinsätze.
Die Funktion des Verteidigungsministers hatte er bis zum 27. März 1945 inne, während er bis zur Kapitulation als Chef des Generalstabes amtierte. Nach Westen geflohen, stellte er sich zusammen mit der Regierung am 1. Mai 1945 der heranrückenden US-Armee in Tann (Niederbayern). Im Weiteren wurde er von den Amerikanern verhaftet und schließlich an Ungarn ausgeliefert.
Wegen Verbrechen gegen die Menschlichkeit während des Zweiten Weltkriegs wurde Beregfy zusammen mit Gábor Vajna, József Gera und Szálasi von einem ungarischen Volksgericht im Gerichtsverfahren am 5. Februar 1946 in der Budapester Musikakademie zum Tode verurteilt und am 12. März 1946 in Budapest öffentlich gehängt.